# Маунт-Виктори
Маунт-Виктори — вулкан в провинции Оро, Папуа — Новая Гвинея. Аборигенное название вулкана Керароа.
Маунт-Виктори — стратовулкан высотой 1891 метр. Находится в 30 километрах к северу от городка Туфи на мысе Нельсон. Вершину венчает кратер с небольшим озером и несколько куполов. Склоны Маунт-Виктори покрыты тропическими лесами. Опасен оползнями. Вулкан в XIX, начале XX века был активен. Вследствие своей вулканической активности, красное свечение кратера по ночам служило маяком для мимо проплывающих маяком, так как воды восточного побережья Новой Гвинеи имеют рифы. В результате извержений вулкана под пирокластическими потоками погибло несколько деревень. К северо-востоку от Маунт-Виктори расположен плейстоценовый вулкан Трафальгар). Находится в зоне Вадати-Бениофа.